# Горњи Калиманићи
Горњи Калиманићи су насељено мјесто у општини Соколац, Република Српска, БиХ. Према попису становништва из 1991. у насељу је живјело 86 становника.

## Географија
Налази се на источном делу општине Соколац, на административној граници са општином Рогатица. Горњи Калиманићи се налазе између брда, Пакленик на западу и Стијена на истоку, која чине део планине Деветак.
Село користи воду са једног извора Љесковик. У Горњим Калиманићима постоји основна школа у којој је некада наставу похађало преко 160 ученика. Најпознатија личност из овог села је Весо Арбиња, официр краљеве војске, кога су комунисти ухапсили 1953. године. Код села се налази пећина звана Арбињска пропаст, која се налази у подножју брда Пакленик.

## Историја
Калиманићи су добили име по двојици браће Калиманића, Срба, који су сахрањени на мјесту Оћимер код школе, гдје се сада налази муслиманско гробље, али на једном од споменика који је у облику нишана, а који припада једном од ове двојице браће уклесан је крст.
Шефик Бешлагић у својој књизи Лексикон стећака, на страни 171, пише: ”... Други нишан је висока четверострана призма која има пирамидални завршетак, са полукургом на врху. Водоравним ивицама пирамидалног дијела пружа се врпца од косих паралелица. У горњој половини јужне стране, испод фриза, пластично је исклесан крст чији је горњи усправни крак при крају заобљен, а у горњој половини супротне стране налази се пластична представа птице и полумјесеца.” У истој књизи Бешлагић пише да историјски извори из XV вијека помињу двојицу браће феудалаца Калиманића, једног хришћанина Стјепана и другог, муслимана Ибрахима, златара у Фочи. ”То значи да је неки од чланова породице Калиманића, доласком Турака у Босну, остао у својој старој вјери па, кад је умро, његови блиски рођаци су му у селу гдје су заједно живјели и на своме муслиманском гробљу подигли надгробни споменик у облику нишана, са видном ознаком да је био хришћанин.”

## Становништво
Горње Калиманиће сачињава искључиво српско становништо, а најбројнију скупину чине Арбиње (12 кућа), који су на то подручје око 1850. године доселили са простора Црне Горе (под презименом Панић). Поред Арбиња у Горњим Калиманићима се налазе по двије куће Букви, Бајића, Лалића и једна кућа Бакмаза.
У табели је приказано историјско кретање броја становника према годинама спроведених пописа становништва и према доступним подацима.
| Демографија | Демографија | Демографија |
| Година      | Становника  | Становника  |
| ----------- | ----------- | ----------- |
| 1879.       | 250         |             |
| 1885.       | 277         |             |
| 1895.       | 292         |             |
| 1910.       | 409         |             |
| 1948.       | 265         |             |
| 1953.       | 276         |             |
| 1961.       | 288         |             |
| 1971.       | 286         |             |
| 1981.       | 142         |             |
| 1991.       | 86          |             |
| 2013.       | 16          |             |

1879, 1885, 1895. и 1910. године према ''Попису житељства у Босни и Херцеговини'', које је спровела Земаљска влада аустроугарске окупационе власти у Босни и Херцеговини, Калиманићи су пописани као једно насељено мјесто у оквиру тадашње општине Соколовићи (котар Рогатица, окружје Сарајево) одн. нису били подијељени на Горње и Доње Калиманиће.
| Народност           | 1879. ¹       | 1885. ²       | 1895. ²       | 1910. ³       | 1961.         | 1971.         | 1981.         | 1991.        | 2013.        |
| ------------------- | ------------- | ------------- | ------------- | ------------- | ------------- | ------------- | ------------- | ------------ | ------------ |
| Срби                | 122 (48.80%)  | 153 (55.23%)  | 144 (49.32%)  | 197 (48.17%)  | 152 (52.78%)  | 174 (60.84%)  | 92 (64.79%)   | 58 (67.44%)  | 16 (100.00%) |
| Муслимани*/ Бошњаци | 128 (51.20%)  | 124 (44.77%)  | 148 (50.68%)  | 212 (51.83%)  | 135 (46.88%)  | 112 (39.16%)  | 43 (30.28%)   | 28 (32.56%)  | 0 (0.00%)    |
| Хрвати              | 0 (0.00%)     | 0 (0.00%)     | 0 (0.00%)     | 0 (0.00%)     | 0 (0.00%)     | 0 (0.00%)     | 0 (0.00%)     | 0 (0.00%)    | 0 (0.00%)    |
| Југословени         | 0 (0.00%)     | 0 (0.00%)     | 0 (0.00%)     | 0 (0.00%)     | 0 (0.00%)     | 0 (0.00%)     | 5 (3.52%)     | 0 (0.00%)    | 0 (0.00%)    |
| Остали и непознато  | 0 (0.00%)     | 0 (0.00%)     | 0 (0.00%)     | 0 (0.00%)     | 1 (0.35%)     | 0 (0.00%)     | 2 (1.41%)     | 0 (0.00%)    | 0 (0.00%)    |
| Укупно              | 250 (100.00%) | 277 (100.00%) | 292 (100.00%) | 409 (100.00%) | 288 (100.00%) | 286 (100.00%) | 142 (100.00%) | 86 (100.00%) | 16 (100.00%) |

* Модалитет Муслимани употребљавао се на пописима до 1991. г. након чега је замијењен термином Бошњаци.
¹ Први попис становништва који су спровеле аустроугарске власти у Босни и Херцеговини у коме је становништво било пописано по вјероисповјестима а не по националностима. ”Полаг вјере диеле се становници на”- Мохамеданце, Грко-источњаке, Римокатолике, Израелите и сљедбенике других вјероисповјести.
² На аустроугарским пописима житељства из 1885. и 1895. године, становништво је било пописано по вјери и то као Мохамеданци, Источно- православни, Римокатолици, Јевреји и они који припадају другим вјерама (Евангелици, Лутерани итд.).
³ Последњи аустроугарски попис становништва у Босни и Херцеговини 1910. године разликује ”присутно цивилно житељство” као: Српско- православни, Муслимани, Католици (Римокатолици и Гркокатолици), Јевреји (Сефардички- Шпањолски, други Јевреји), Евангелици и остали.